# Makoto Kobayashi (Mangaka)
Makoto Kobayashi (jap. 小林 まこと, Kobayashi Makoto, eigentlich: 小林 誠; * 13. Mai 1958 in Niigata, Präfektur Niigata, Japan) ist ein japanischer Manga-Zeichner.

## Leben
In der Oberschule übte Makoto Kobayashi in seiner Freizeit Judo aus, was sich auf sein späteres Schaffen auswirkte. Seinen ersten Manga als professioneller Zeichner veröffentlichte er 1978 mit der Kurzgeschichte Kakutō san Kyōdai im Manga-Magazin Shōnen Magazine, für das zur selben Zeit unter anderem Tetsuya Chiba und Go Nagai arbeiteten. Die Hauptfigur aus Kakutō san Kyōdai trat auch in seinem ersten Erfolg, der Wrestling-Manga-Serie 1, 2 no Sanchirō, auf. Die Veröffentlichung von 1, 2 no Sanchirō im Shōnen Magazine begann 1978 und endete 1983 nach über 3815 Seiten. Toru Ichikawa verfilmte den Manga, der 1981 den Kodansha-Manga-Preis gewann, 1996 mit Masaaki Satake in der Hauptrolle.
Von 1985 bis 1991 zeichnete Kobayashi Jūdō-bu Monogatari, einen komödiantischen Judo-Manga. Sein einziges Werk, das als Anime umgesetzt wurde, ist bislang What's Michael? über die Hauskatze Michael, die in allerlei Rollen schlüpft. What's Michael? wurde 1986 mit dem Kodansha-Manga-Preis ausgezeichnet, erschien in unregelmäßigen Abständen im Magazin Morning, das sich an erwachsene Männer richtet, und beinhaltet Anspielungen auf zum Beispiel Michael Jackson. Der im inzwischen eingestellten Uppers-Magazin veröffentlichte Komödien-Manga Chichonmanchi handelt von einer Frau, die mit 92 Jahren als Jungfrau stirbt und vom Teufel zurück auf die Erde geschickt wird, um im Körper einer 18-Jährigen sexuelle Erfahrungen zu machen. Aktuell arbeitet der Autor an Kakutō Tanteidan für das Manga-Magazin Evening.
Makoto Kobayashi, der neben seiner Tätigkeit als Zeichner auch Fotograf ist und dessen Werke in Japan alle beim Kodansha-Verlag erschienen sind, ist mit der Sängerin Sachiko Kobayashi verwandt. Seine Werke wurden unter anderem ins Englische, Französische und Deutsche übersetzt. Die deutsche Ausgabe von What's Michael? wurde aufgrund schlechter Verkaufszahlen nach vier von neun Bänden abgebrochen.

## Werke (Auswahl)
- Kakutō san Kyōdai (格闘三兄弟), 1978
- 1, 2 no Sanchirō (1・2の三四郎), 1978–1983
- I am Makkoi (I am マッコイ), 1984–1985
- What’s Michael? (ホワッツ マイケル?, Howatts Maikeru?), 1984–2003
- Jūdō-bu Monogatari (柔道部物語), 1985–1991
- Heba! Hello-chan (へば!ハローちゃん), 1992–1994
- 1, 2 no Sanchirō 2 (1・2の三四郎2), 1995–1998
- Chichonmanchi (ちちょんまんち), 1999–2002
- Kakutō Tanteidan (格闘探偵団), seit 2003